# Jubé de la chapelle Notre-Dame de la Croix de Plélauff
Le jubé de la chapelle Notre-Dame de la Croix à Plélauff, une commune du département des Côtes-d'Armor dans la région Bretagne en France, est un jubé datant du XVIe siècle. Il est classé monument historique au titre d'objet depuis le 25 mars 1938. 
Ce jubé en chêne est composé de neuf panneaux sculptés à la partie supérieure. Il provient de La Chapelle voisine, aujourd’hui en ruines, du village de Guendol. Le jubé, a longtemps été mis au rebut au fond de La Chapelle de La Croix, avant d'être installé à sa place actuelle. Dans la chapelle, le jubé sépare les espaces religieux et profanes. Sa réalisation est attribuée à un atelier carhaisien. Une frise représente les sept péchés capitaux symbolisés par des animaux. Sur l'autre face, tournée vers le chœur, la figuration des vertus remplace celle des péchés. De nombreux détails ornent le jubé, comme le combat de deux monstres la gueule ouverte.